# Falkens öga
Falkens öga är en naturdokumentär från 1998, regisserad av Mikael Kristersson. 
Filmen guldbaggenominerades 1998, och vann Planète Câble-priset samma år. Den tog flera år att filma och utspelar sig helt i och kring S:t Olofs Kyrka i Skanör. Filmen följer till synes en tornfalksfamiljs liv och leverne, men skildrar också det mänskliga livet sett ur fåglarnas synvinkel från kyrkobyggnaden - dop, konfirmation, bröllop, relationer och begravning.